# 폴 프롬 그레이스
《폴 프롬 그레이스》(영어: A Fall from Grace)은 2020년 넷플릭스에서 방영한 미국의 스릴러 영화이다.

## 줄거리
재스민 브라이언트(Jasmine Bryant)는 버지니아주의 작은 마을에서 끊임없이 변호사로서 감형 협상을 하는 국선 변호사이다. 그녀의 남편 조던(Jordan)은 자신이 살리려 했던 나이 든 여성이 자살을 시도하는 것을 목격한 후 낙심한 경찰관이다.
재스민은 상사 로리(Rory)로부터 남편 섀넌 드롱(Shannon DeLong)을 살해한 혐의로 기소된 그레이스 워터스(Grace Waters)를 변호하라는 지시를 받는다. 그레이스는 자신이 유죄이며 아들 말콤(Malcolm) 근처의 교도소로 간다면 감형 협상에 동의할 것이라고 주장한다. 재스민은 섀넌의 시신 실종을 포함한 사건의 세부 사항에 당혹감을 느낀다. 로리는 재스민이 용의자를 변호하려는 것을 좋게 보지 않는데, 이는 부서에 재판 예산이 부족하고 언론의 소란이 그들의 삶을 방해할 것이라고 예상하기 때문이다.
그레이스의 가장 친한 친구인 사라 밀러(Sarah Miller)는 재스민에게 그레이스가 이혼 후 슬퍼해서 새로운 사람을 만나도록 재촉했다고 말한다. 결국 그녀는 섀넌과 결혼했다. 사건을 조사한 후, 재스민과 그녀의 동료 틸사(Tilsa), 도니(Donnie)는 그레이스가 무죄라고 믿는다.
그레이스는 재스민에게 섀넌을 그의 작품 전시회에서 만났다고 말한다. 그는 그녀를 매료시켰고, 그들은 석 달 후에 결혼했다. 그녀는 섀넌이 곧 잔인하고 비밀스러워졌다고 말한다. 그가 그레이스의 비밀번호를 알아내고 다양한 계좌에서 몰래 돈을 훔친 후, 위조된 문서로 그녀의 집을 담보로 잡혔다. 결국, 은행은 그레이스를 해고했다.
마지막 밤, 그레이스는 섀넌과 다른 여자가 침대에서 섹스하는 것을 목격했다. 나중에 부부는 말다툼을 벌였고, 그녀는 야구 방망이로 그를 때리고 계단 아래 지하실로 밀어 떨어뜨렸다. 그레이스는 차를 몰고 떠나 시골에서 사라에게 전화해 살인을 고백했다. 사라는 재스민에게 자신이 그레이스의 집에 갔을 때 아들 말콤이 집을 떠나는 것을 보았다고 말한다. 섀넌의 시신이 사라졌으므로, 사라는 말콤이 시신을 처리했을 것이라고 제안한다.
재판에서 재스민은 검찰 증거에 의심을 제기하는 데 실패한다. 사라를 증인으로 부른 것은 역효과를 냈는데, 살인 사건 당일 여성들 간의 수많은 통화 기록이 드러났기 때문이다. 결국 사라는 증언대에서 그레이스가 섀넌을 죽였다고 자신에게 고백했다고 시인한다.
그레이스는 배심원단에 의해 유죄 판결을 받고 재스민은 로리로부터 해고된다. 끌려가는 동안, 그레이스는 갤러리에서 흐느끼는 말콤을 위로하는 사라를 본다. 그녀는 사라가 섀넌이 가지고 있던 유일무이한 것이라고 여겨졌던 것과 동일한 펜던트를 착용하고 있다는 것을 알아차린다. 감방에서 그레이스는 사라가 섀넌과의 관계에 개입했던 순간들을 떠올리며 변호사에게 전화해야 한다고 간수들에게 소리친다.
좌절감을 느낀 재스민은 사라의 집(노인들을 위한 거주지)에 들렀다가 나이 든 앨리스(Alice)가 그곳을 탈출하려 하는 것을 발견한다. 앨리스는 셰인 필드먼(Shane Fieldman, 영화 초반 조던의 피해자)을 포함하여 다른 여성들이 그곳에서 사망했다고 밝힌다.
재스민이 지하실에 갇힌 수많은 노인 여성들을 발견했을 때, 그녀는 납치된다. 조던은 사라의 범죄 기록을 발견하고 아내를 찾는다. 섀넌은 살아있는 것으로 밝혀지며 사라의 아들임이 드러난다. 조던은 문을 두드리고 사라에게 재스민이 안에 있는지 묻지만, 사라는 부인한다.
조던이 재스민에게 전화를 걸었을 때, 집 안에서 그녀의 전화벨이 울리는 소리를 듣고 그는 안으로 쳐들어간다. 그는 사라와 몸싸움을 벌여 수갑을 채우고, 사라가 도망치는 동안 재스민을 찾는다. 재스민이 풀려나려 하는 동안 조던과 섀넌은 싸운다. 섀넌은 총에 맞아 사망한 것으로 추정된다.
경찰이 노인 여성들을 구출하는 동안, 사라와 섀넌은 사실 베티(Betty)와 모리스 밀스(Maurice Mills)라는 모자 범죄자이며, 25년 이상 노인 여성들의 사회 보장 정보를 훔치고 중년 여성들의 평생 저축을 사취해 왔다는 것이 드러난다. 그레이스 역시 그런 중년 여성 중 한 명이었다.
그레이스는 한 번 더 청문회를 가지게 되고, 이번에는 재스민이 그레이스를 쉽게 풀어주는 데 성공한다. 베티와 모리스는 다른 수많은 여성들에게서 절도한 혐의로 여러 주에서 수배 중이기 때문이다. 모두가 그레이스의 자유를 축하하는 동안, 로리는 재스민에게 그런 기상천외한 계획을 밝혀낸 것을 축하하며 그녀의 직업을 돌려준다.
한편, 베티는 경찰을 피해 도주 중이며, 요양원에서 한 노인 여성을 돌보는 일을 막 시작했다.

## 출연진
주연
- 크리스탈 폭스

조연
- 시슬리 타이슨 - 앨리스 역
- 아드리안 파스다 - 브래들리 탠커튼 역
- 타일러 페리 - 로리 역
- 메카드 브룩스 - 섀넌 역